# Тошбака
Тошбака (узб. Tоshbaqa oroli — «Остров Черепаха») — остров, расположенный в северной части озера Айдаркуль, в Джизакском вилояте Республики Узбекистан.

## Название
Остров Тошбака получил название из-за наличия здесь большой популяции черепах.

## География
Остров Тошбака расположен в северо-восточной части Узбекистана в акватории озера Айдаркуль. Площадь 6,42 км². Образовался в 60-е годы XX столетия в результате строительства Шардарьинской ГЭС. Координаты острова — 40°58′33″ с. ш., 67°02′49″ в. д. Окружён большим количеством более мелких островов. Остров имеет продолговатую форму неправильного овала с заливом по центру. Представляет собой равнину с общим уклоном на северо-запад. Большую часть острова занимают песчаные массивы, образованные полузакреплёнными песками. Наиболее распространены песчаные гряды меридиональной ориентировки. Климат резко континентальный. Лето жаркое, средняя температура июля +26°С, января от 0 до —9°С. Атмосферных осадков 100—200 мм в год; выпадают главным образом зимой и весной. На севере имеется небольшая гавань, отделяющая северную часть острова от южной.

## Флора и Фауна
В растительном покрове обильны эфемеры и эфемероиды, в том числе дикие тюльпаны. Для песчаных массивов острова характерны песчаная осока, белый саксаул, виды кандым, черкез, для глинистых возвышенностей — полынная и полынно-кустарниковая растительность. На северо-западе острова заросли биюргуна с примесью солянок.
Животные острова приспособлены к существованию без водопоя, получая воду полностью или преимущественно из пищи. Для уменьшения потребности в воде многие животные ведут ночной образ жизни. Из млекопитающих встречаются тонкопалый и жёлтый суслик, песчанки, тушканчики, барханная и степная кошка,. Имеются змеи (эфа, гюрза, песчаный удавчик, полозы), ящерицы, варан, степная черепаха. Фауну Острова Ташбака дополняет множество водоплавающих птиц, перелетающих сюда с западного Аральского моря, а именно хохлатый жаворонок, пустынная славка, дрофа-красотка, саксаульная сойка, степной орёл, совы и др.

## Население
Остров необитаем.